# Émile Jourdan
Émile Jourdan (Vannes, 30 luglio 1860 – Quimperlé, 29 dicembre 1931) è stato un pittore francese sintetista.

## Biografia

### Gli inizi e il trasferimento a Pont-Aven
Émile Jourdan trascorse un'infanzia serena, figlio di un Capitano di brigata delle Dogane, Prospero Jourdan, e di sua moglie Aline Paturel. Fece gli studi nel suo paese, Vannes, finché, all'età di 16 anni, scoprì la sua passione per l'arte e cominciò a dipingere. Dimostrò talento e perseveranza, al punto che, non senza sforzi economici, il padre si convinse a mandarlo a Parigi per permettergli di seguire la carriera dell'artista.
A Parigi il giovane Jourdan si iscrisse alla Scuola di Belle arti, ma, a partire da 1880, frequentò al tempo stesso gli atelier di William Bouguereau e di Tony Robert-Fleury. Dopo il 1886, lasciata la Scuola di Belle arti, entrò come tirocinante nell'Académie Julian. Qui fu apprezzato per la serietà dei suoi studi e del suo comportamento, tanto che fu nominato "economo" dell'atelier, ma venne notato anche perché vestiva come al suo paese, con gli abiti bretoni dai ricami a vivaci colori e il tipico copricapo.
Qualche tempo dopo, assieme a Edouard Michelin, un altro allievo dell'Académie, decise di mettere su un suo atelier, piccolo ma sufficientemente spazioso per ambedue. Ricorse così a suo padre che gli inviò il denaro necessario.
Nel 1883 fece un viaggio di studio in Algeria, forse spinto dalla moda orientalista. Ma, a quanto compare dai suoi lavori, tale moda non ebbe presa su di lui, sempre molto attaccato ai costumi e ai paesaggi della sua Bretagna. E infatti, tre anni dopo, eccolo approdare d'estate a Pont-Aven. Conobbe così Paul Gauguin e diversi altri pittori del suo gruppo: Émile Bernard, Ernest de Chamaillard, Charles Laval e Henry Moret.
Decise quindi di stabilirsi lì e restò a Pont-Aven dal 1888 in poi, per tutta la vita. E non solo si integrò nel gruppo dei seguaci di Gauguin, ma fece anche propri i principi estetici e tecnici della Scuola di Pont-Aven. Più tardi, quando Gauguin lasciò la Francia per le isole dell'Oceania, la sua arte evolvette verso l'espressività tipica del sintetismo.

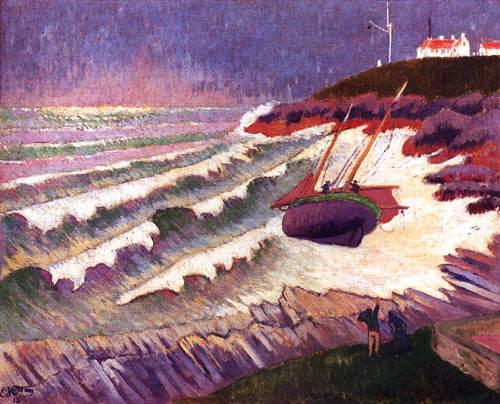
La barca

### La maturità. La vita solo per l'arte
Nel 1891 Jourdan si trasferì nell'atelier che Gauguin aveva affittato per i pittori americani a Lézaven, sistemando la dépendance del castello cittadino. Proprio quello stesso anno, fece due incontri importanti nell'Hotel de Bretagne di Pont-Aven: conobbe infatti Maxime Maufra, che sarebbe divenuto un amico prezioso, nonché la cameriera diciannovenne Catherine Guyader, di cui divenne l'amante.
Sempre nel 1891 tentò un viaggio in Finlandia, imbarcandosi sul brick "Dieudonné", ma la nave malauguratamente naufragò davanti al porto di Riga costringendolo a sbarcare in Lettonia, dove trascorse qualche mese. Rientrato a Pont-Aven nella primavera del 1892 decise di andare a vivere con Catherine a Concarneau. Lo avevano preceduto Émile Bernard e Henry Moret.
Il suo primo figlio, Yann, vide la luce nel 1893, seguito nel 1896 dalla figlia Renée. Il terzo figlio, Guy, nacque nel 1901. 
Se come pittore era poco noto e apprezzato, il suo studio divenne ben presto un luogo di ritrovo per tutti i pittori che lo conoscevano e gli erano amici, cui si aggiunsero anche Charles Filiger e Paul Sérusier: amici che Jourdan riceveva senza badare a spese non appena riusciva a vendere qualche tela. Nel 1905 ricevette anche la visita di Maurice Denis. Conobbe poi Maurice Asselin, Jacques Vaillant, Roland Dorgelès e Pierre Mac Orlan.
Nel 1907 sua madre, che aveva sempre contribuito largamente alle spese di mantenimento della sua famiglia, morì lasciandogli una discreta eredità, ma l'incapacità di Jourdan di vivere nel mondo reale fece sì che quel denaro venisse speso assai rapidamente. Si trovò quindi senza più risorse e non riuscì a pagare l'affitto della casa e dello studio. Fu sfrattato con la famiglia e subì anche la confisca del mobilio e dei suoi quadri che il proprietario dello stabile pretese come pagamento dei mesi non pagati, per poi vendere tutto all'asta.

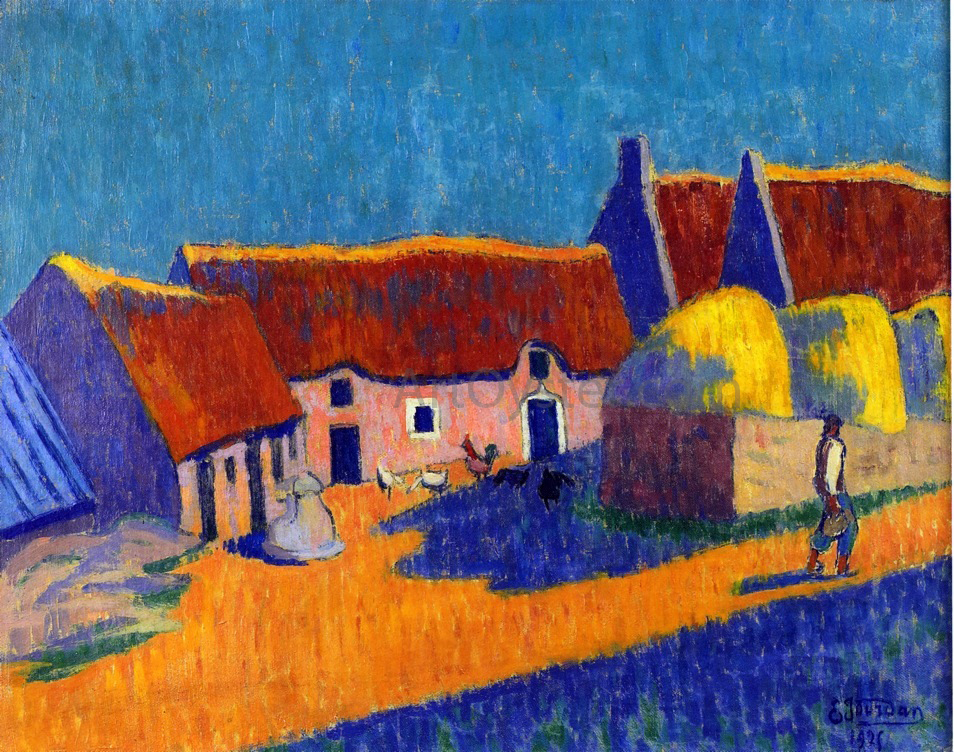
Villaggio bretone

### Il declino e la triste fine
La prima conseguenza di questa sistematica incomprensione per le necessità materiali della famiglia fu l'essere abbandonato da Catherine e dai tre figli. Dedicandosi completamente all'arte Jourdan era stato incapace di occuparsi dei problemi dell'alloggio e della sopravvivenza. Rimasto solo, si ridusse a vivere per un certo tempo senza casa, dormendo in un fienile di Pont-Aven. Dipingeva, ma, esigente com'era verso se stesso, distruggeva tutti quei lavori che non lo soddisfacevano pienamente.

Questo spiega in parte la scarsità di opere che ci ha lasciato.
Per Jourdan cominciò allora un periodo amaro e un inevitabile declino, che lo condusse verso l'alcolismo. Visse da vagabondo, fra Pont-Aven e Moëlan. Dal 1910 i colori dei suoi quadri si incupirono, quasi uno specchio della sua vita colma di angosce. Dal 1911 al 1920 si recò assai spesso a Brigneau, nella locanda della Mère Bacon, dove i tanti amici gli pagavano sovente vitto e alloggio.
Jourdan fu un uomo colto, spirituale, un po' bohémien, innamorato della sua arte, inconsapevole delle esigenze del mondo reale. L'ultima possibilità di riprendersi gli giunse da una ricca signora australiana, Madame Halley, che nel 1927 volle aiutarlo divenendo la sua sostenitrice. Ma il sodalizio durò solo un anno: Jourdan dipingeva soltanto se ne sentiva il bisogno e non su ordinazione, e non voleva ascoltare ragioni. Stanca di discutere, la sua mecenate lo abbandonò al suo destino all'inizio del 1929: Émile Jourdan divenne così l'immagine del "pittore maledetto" per antonomasia.
Solo, minato dall'alcol e dagli stenti della povertà, fu costretto a rifugiarsi nell'ospizio di Quimperlé. E qui si spense nel dicembre del 1931, a 71 anni.

## Opere

### Disegni e acquarelli
- 1893 ca -  Palmier en Bretagne , disegno, acquarello, matite colorate, pastello.
- 1912    -  Le Vieux Brest , disegno, acquarello, carboncino, seppia.
- n. d. -  Meule de foin , Disegno, acquarello, pastello.
- n. d. -  Bretonne dans un bois, logeant l'Aven , disegno, acquarello, pastello.

### Dipinti

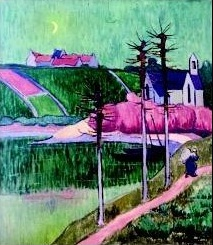
Paesaggio della Bretagna orientale

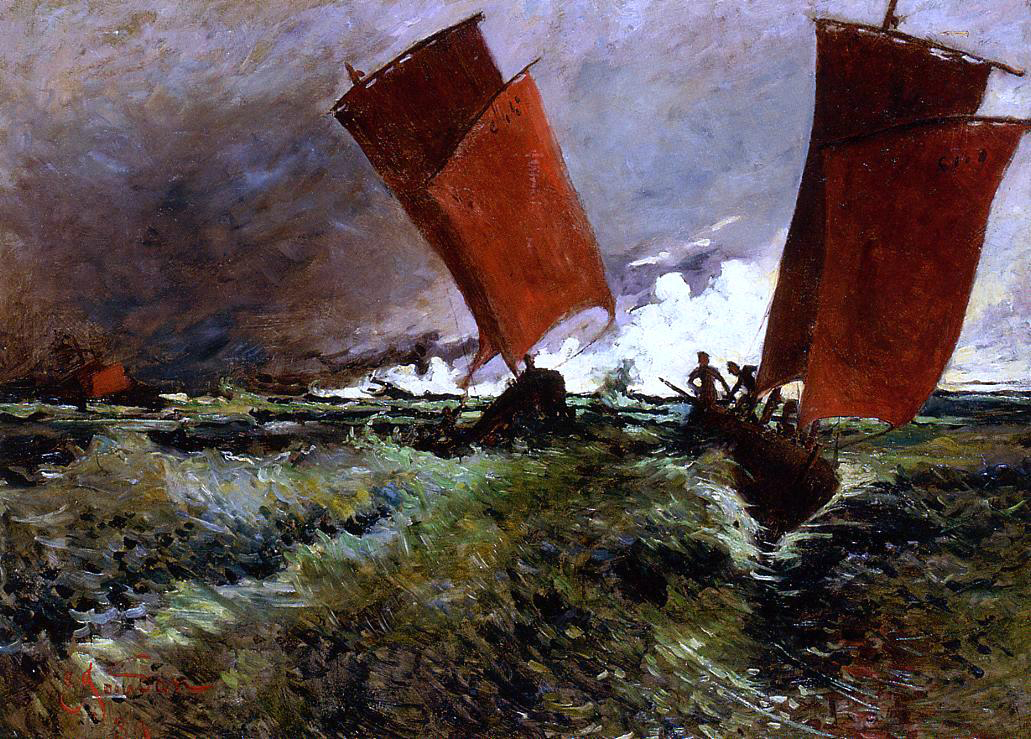
Vele rosse

- 1884    -  Le belon à marée basse
- 1884 ca -  Clair de lune à Pont-Aven
- 1887    -  Marine
- 1888    -  Voiliers dans la baie
- 1890 ca -  Marine au crépuscule  e  Bateau de pêche
- 1891    -  Le port de Pont-Aven
- 1892    -  La rue de Concarneau à Pont-Aven
- 1895    -  Nature morte aux faïences
- 1895 ca -  Le battage au fléau
- 1897    -  Two Fishermen on a Coast
- 1900    -  Bateaux dans une baie près de Brigneau
- 1900    -  Bateau à la côte
- 1900    -  Voiles rouges
- 1900    -  Barques au port de Pont-Aven
- 1900    -  Clair de lune à Pont-Aven
- 1900    -  Peupliers
- 1900    -  Paysage de Bretagne orientale
- 1910    -  Le chemin rose, petite crique aux environs de Brigneau
- 1910    -  Bateau dans la baie de Brigneau
- 1910    -  La Chapelle Notre-Dame de Trémalo. Museo di Belle arti di Pont-Aven
- 1911    -  Le festin
- 1913    -  Le battage au fléau
- 1915    -  Naufrage au sémaphore
- 1915    -  Naufrage près de la tourelle
- 1915    -  Le Port de Brigneau
- 1916    -  Le Port de Brigneau
- 1920 ca -  Vue marine au crépuscule
- 1922    -  L'Orage
- 1924    -  Vue de l'Aven à l'automne
- 1926    -  La chapelle de Lanriot au clair de lune . Museo di Belle arti di Pont-Aven.
- 1926    -  Le battage devant les meules
- 1926    -  Les remparts de Vannes
- 1927    -  Ramasseurs de coquillages sur les bords de l'Aven
- 1926 ca -  Ramasseurs de coquillages sur les bords de l'Aven
- 1927    -  Ramasseurs de coquillages devant le château du Hénant
- 1931    -  Village breton
- n. d. -  Le Port de Brigneau. Museo di Belle arti di Brest.
- n. d. -  Les ramasseurs de goémon
- n. d. -  Couple de pêcheurs devant la mer démontée
- n. d. -  Clair de lune à Pont-Aven, la rue Concarneau
- n. d. -  Peupliers

## Musei
- Musée des beaux-arts de Brest:  Le Port de Brigneau
- Musée des beaux-arts de Pont-Aven:  La Chapelle de Trémalo  -   La Chapelle de Lanriot au clair de lune

## Galleria d'immagini

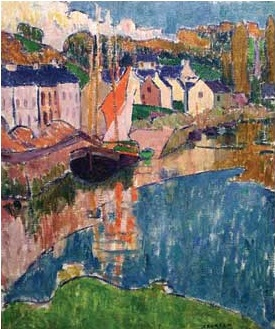
Barche nel porto di Pont-Aven
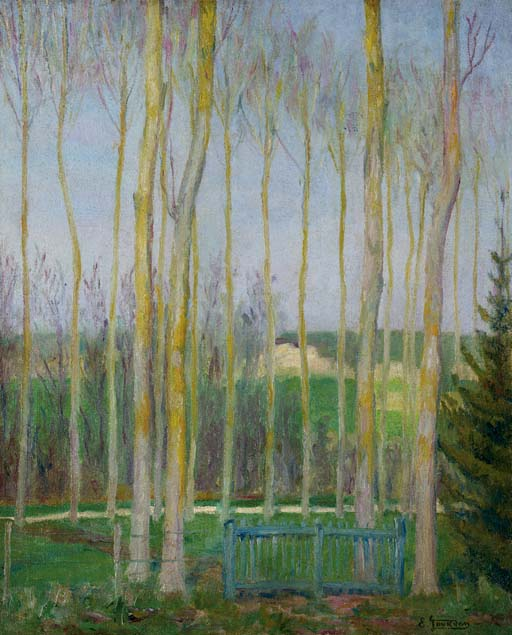
Pioppi
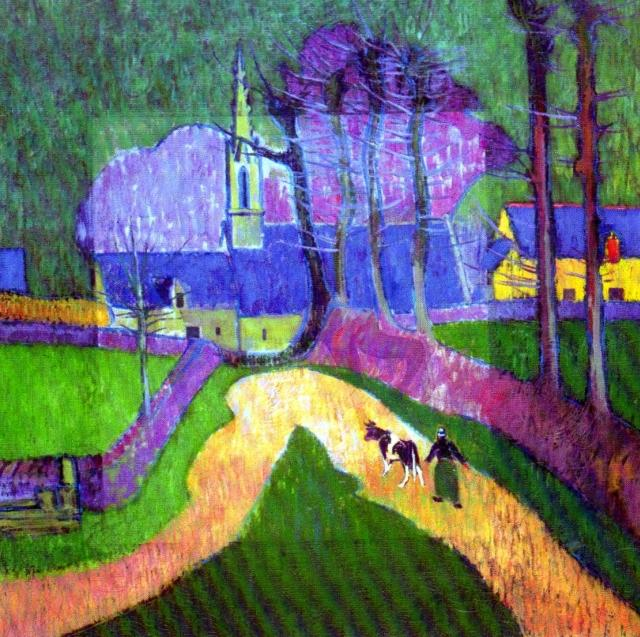
La capella di Trémalo
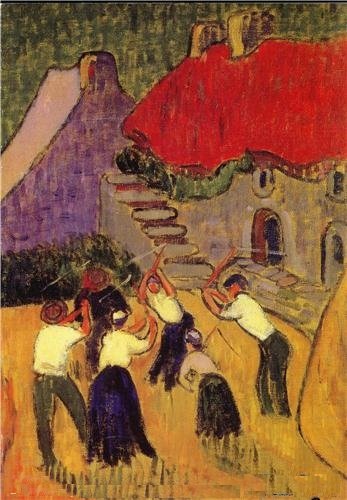
La battitura

## Voci correlate

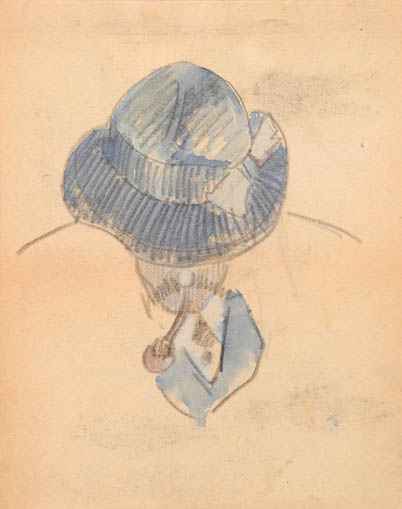
Émile Jourdan
Ritratto di Gustave Loiseau